# Microrregión de Porecatu
La Microrregión de Porecatu es una de las  microrregiones del estado brasileño del Paraná perteneciente a la Mesorregión del Norte Central Paranaense. Su población fue estimada en 2006 por el IBGE en 81.816 habitantes y está dividida en ocho municipios. Posee un área total de 2.368,593 km².

## Toponimia
Según João Carlos Vicente Ferreira, escritor e historiador brasileño, el nombre de Porecatu es de origen guaraní, "porẽ" (saltar, caer), y "katu" (bonito): «salto bonito».

## Municipios
- Alvorada do Sul
- Bela Vista do Paraíso
- Florestópolis
- Miraselva
- Porecatu
- Prado Ferreira
- Primeiro de Maio
- Sertanópolis